# Navisporus africanus
Navisporus africanus är en svampart som beskrevs av Ryvarden 2000. Navisporus africanus ingår i släktet Navisporus och familjen Polyporaceae.   Inga underarter finns listade i Catalogue of Life.